# سیارک ۱۸۲۵۹۲
سیارک ۱۸۲۵۹۲ (به انگلیسی: 182592 Jolana، نامگذاری:2001TF257) صد و هشتاد و دو هزار و پانصد و نود و دومین سیارک کشف شده‌است که در ۸ اکتبر ۲۰۰۱ کشف شد.